# 호흡기내과
기도학(氣道學, 영어: pulmonology, pneumology, respirology 또는 respiratory medicine) 또는 호흡기학(呼吸器學)은 호흡기와 호흡기와 관련된 장기를 연구하는 학문이다.
호흡기내과는 내과의 한 분야로 집중 치료 의학과 관련이 있다. 폐학은 종종 생명 유지 및 기계 환기가 필요한 환자 관리를 포함한다. 폐 전문의는 특히 폐렴, 천식, 결핵, 폐기종 및 복잡한 흉부 감염과 같은 흉부의 질병 및 상태에 대해 특별히 훈련을 받았다.
폐학/호흡기학 부서는 특히 흉부외과 및 심장학 부서와 같은 특정 전문 분야와 밀접하게 협력한다.